# 阿珀努斯县 (艾奥瓦州)
阿珀努斯縣（英語：Appanoose County）位美國愛阿華州南部的一個縣，南鄰密蘇里州。面積1,337平方公里。根据美國2010年人口普查，共有人口12,884人。縣治森特维尔（Centerville）。
成立於1843年2月17日，縣政府成立於1846年1月3日。縣名紀念福克斯族一位酋長，意思是「小孩」或「自小就是酋長」的意思。